# Paul Biyastadion
Het Paul Biyastadion wordt een multifunctioneel stadion in Yaoundé, Kameroen. Het stadion is vernoemd naar de president van Kameroen, Paul Biya. Het stadion wordt ook het Olembestadion genoemd.
Het kan worden gebruikt voor voetbal, basketbal, volleybal, tennis en zwemmen. Verder zal er ook een hotel gebouwd worden bij het stadion. In 2019 zou dit een van de stadions zijn waar voetbalwedstrijden worden gespeeld op het Afrikaans kampioenschap voetbal. In het stadion moet plaats zijn voor 60.000 toeschouwers.

## Afrika Cup
In 2022 werd voorafgaand aan de kwartfinale tussen Kameroen en de Comoren in het Afrikaans kampioenschap voetbal kwamen er een aantal mensen om het leven door drukte rond het stadion. Er waren ook rond de 40 gewonden. Door de coronamaatregelen mocht er slechts 80% van het stadion benut worden. Er zouden ongeveer 50.000 mensen proberen het stadion binnen te komen, maar dit mochten er slechts 48.000 zijn. Toen de toegangspoorten werden gesloten wilden toeschouwers toch naar binnen.
| Voetbalinterlands | Voetbalinterlands | Voetbalinterlands         | Voetbalinterlands | Voetbalinterlands |
| №                 | Datum             | Wedstrijd                 | Uitslag           |                   |
| ----------------- | ----------------- | ------------------------- | ----------------- | ----------------- |
| 1                 | 9 januari 2022    | Kameroen – Burkina Faso   | 2–1               | Groepsfase        |
| 2                 | 9 januari 2022    | Ethiopië – Kaapverdië     | 0–1               | Groepsfase        |
| 3                 | 13 januari 2022   | Kameroen – Ethiopië       | 4–1               | Groepsfase        |
| 4                 | 13 januari 2022   | Kaapverdië – Burkina Faso | 0–1               | Groepsfase        |
| 5                 | 17 januari 2022   | Kaapverdië – Kameroen     | 1–1               | Groepsfase        |
| 6                 | 24 januari 2022   | Kameroen – Comoren        | 2–1               | Achtste finale    |
| 7                 | 3 februari 2022   | Kameroen – Egypte         | 0–0               | Halve finale      |
| 8                 | 6 februari 2022   | Senegal – Egypte          | 0–0               | Finale            |